# Билли Холидей
Би́лли Хо́лидей (англ. Billie Holiday), настоящее имя Элеано́ра Фе́йган (англ. Eleanora Fagan; 7 апреля 1915, Балтимор — 17 июля 1959, Нью-Йорк) — американская певица, во многом повлиявшая на развитие джазового вокала своим оригинальным стилем пения.

## Имя
В юности девушка часто использовала фамилию своего отчима Gough. Имя «Билли» она позаимствовала у актрисы Билли Дав (Billie Dove), фильмы с которой певица очень любила.

## Биография
Элеанора родилась в Филадельфии, раннее детство провела в Балтиморе. На момент рождения дочери отцу Кларенсу Холидею (англ. Clarence Holiday) (р. 1898), музыканту, было 16 лет, матери Сейди Фейган (англ. Sadie Fagan) (р. 1896) — 18.
В 1927 или 1929 году переехала в Нью-Йорк, в Гарлем, где попала вместе с матерью под арест по обвинению в проституции. В начале 1930-х стала выступать в тех ночных клубах, где в годы сухого закона нелегально продавалось спиртное. 
Продюсер Джон Хэммонд заметил её и устроил ей первые звукозаписывающие сессии с Бенни Гудманом в ноябре 1933 года. Её слава началась после серии записей с оркестром Тедди Уилсона (июль 1935 — январь 1939). В те же годы она была вокалисткой в биг-бэндах Каунта Бэйси (1937) и Арти Шоу (1938).

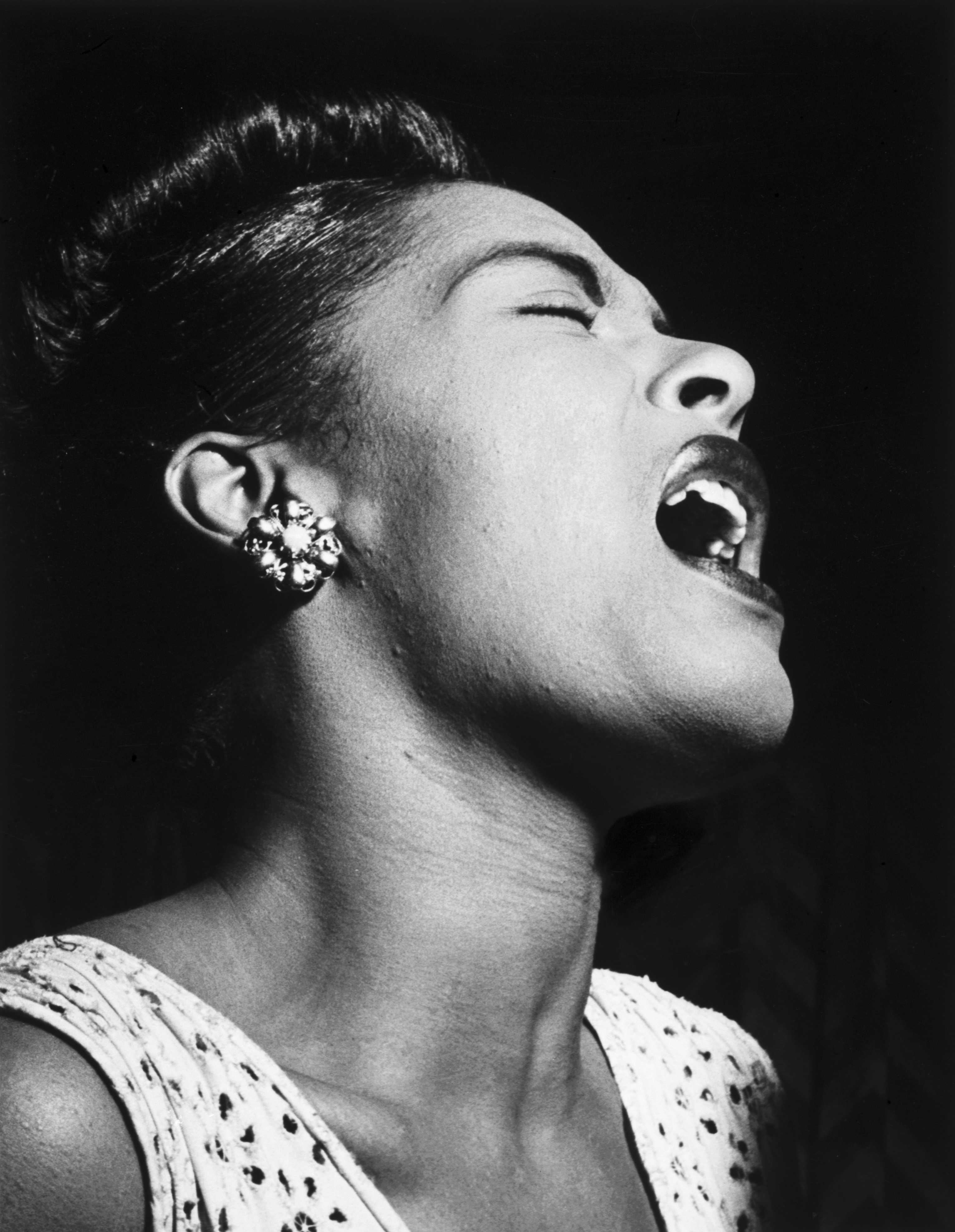
Билли Холидей, февраль 1947 года
Фотография Уильяма Готтлиба

В 1940—1950-х выступала в театрах и ночных клубах как сольная джазовая певица, сочиняла песни, снималась в кино. Весьма скоро Холидей приобрела значительную репутацию в мире джаза. С большой силой исполняла медленные песни на романтические темы («Lover Man», «Don’t Explain»). Её известность была упрочена фильмом «Симфония в чёрном» (1935), в котором она снялась вместе с Дюком Эллингтоном.
В 1939 году записала пронзительную песню о линчевании негра («Strange Fruit»), которая на многие годы стала её визитной карточкой. Текст этой песни был записан учителем, поэтом и социальным деятелем украинско-еврейского происхождения Абелем Мирополем под влиянием увиденной им фотографии, на который вершился самосуд над афроамериканцем. Это вызвало эмоциональный отклик в душе писателя и сильный протест против расовой дискриминации. Позже автор наложил стихи на музыку, и так она попала в руки Билли.
Самые заурядные песни, уже прошедшие через десятки записей, «Леди Дэй» (именно так, вслед за её другом Лестером Янгом, называли певицу поклонники) словно изобретала заново, придавая им на своих выступлениях новизну своеобразия и неповторимый блеск. Подобно француженке Эдит Пиаф (с которой её часто сравнивают), Билли Холидей заставила считаться со своей индивидуальностью воротил шоу-бизнеса, что было в новинку, поскольку все певицы тогда считались взаимозаменяемыми.
После тридцати лет у Холидей начались хронические проблемы со здоровьем. Её несколько раз арестовывали за хранение и употребление наркотиков, она много пила, что негативно сказывалось на голосе, который стремительно терял былую гибкость. Последние годы её жизни были омрачены пристрастием к наркотикам и тем, что она находилась под надзором полиции. Билли Холидей умерла в Нью-Йорке 17 июля 1959 года в возрасте 44 лет от отёка лёгких и сердечной недостаточности, вызванных циррозом печени.
После смерти Холидей не было недостатка в книгах и фильмах, основанных на различных эпизодах её биографии. Так, в картине «Леди поёт блюз» (1972) роль певицы исполнила Дайана Росс. В 2021 году вышел кинофильм «Соединённые Штаты против Билли Холидей» .
В 1987 году Холидей была удостоена посмертной «Грэмми» за прижизненные достижения. Два года спустя группа U2 посвятила памяти певицы песню «Angel of Harlem». Её расслабленно-ленивая манера исполнения узнаваема у многих современных джазовых исполнителей — например, Норы Джонс.
Некоторые песни можно встретить во многих: рекламах (таких как Chanel, Audi, Porsсhe, Ford, Smirnoff, Gucci), фильмах, мультфильмах ( таких как Гриффины, Симпсоны, Южный Парк), компьютерных играх (таких как серия игр Fallout, GTA IV, Mafia 2, серии игр Battlefield, серия игр Need for Speed, True Crime: New York City, серия игр Burnout, Far Cry 5, Forza Motorsport 6, серия игр Tony Hawk's, L.A. Noire, Tom Clancy’s. Rainbow Six: Vegas 2 и Bioshock  и т. д.) и телесериалах.